# Neoflageoletia bambusina
Neoflageoletia bambusina är en svampart som först beskrevs av Hans Sydow, och fick sitt nu gällande namn av J. Reid & C. Booth 1966. Neoflageoletia bambusina ingår i släktet Neoflageoletia och familjen Hyponectriaceae.   Inga underarter finns listade i Catalogue of Life.